# Васильевка (приток Тойды)
Васильевка — река в Панинском и Аннинском районах Воронежской области. Правый приток Тойды. Длина реки — 20 километров, площадь водосборного бассейна — 125 км².

## География
Река берёт начало в районе села Тойда 1-я. Питание реки в основном дождевое и снеговое. На своём протяжении пополняется из окрестных прудов, которые перекрывают свободный приток воды в реку. Река протекает в лесостепной зоне в окружении полей и оврагов. В верхней части бассейна расположено множество прудов. В средней части пересекает автодорогу Р298 на 310 км. Проходит через посёлок Васильевка.
Притоки — ручьи в балках Шанинский Лог, Подтоиденская Вершина, Казенный Лог, Фомичев Лог, Дурман, Конкин Лог, Большой Лог, Студенец, Черный Лог, Дьяконов Лог, Рендовый Лог.

## Данные водного реестра
По данным государственного водного реестра России относится к Донскому бассейновому округу, водохозяйственный участок реки — Битюг, речной подбассейн реки — бассейны притоков Дона до впадения Хопра. Речной бассейн реки — Дон (российская часть бассейна).
Код объекта в государственном водном реестре — 05010100912107000004177.